# Слепень серый
Слепень серый (лат. Tabanus bromius) — вид слепней.

## Описание

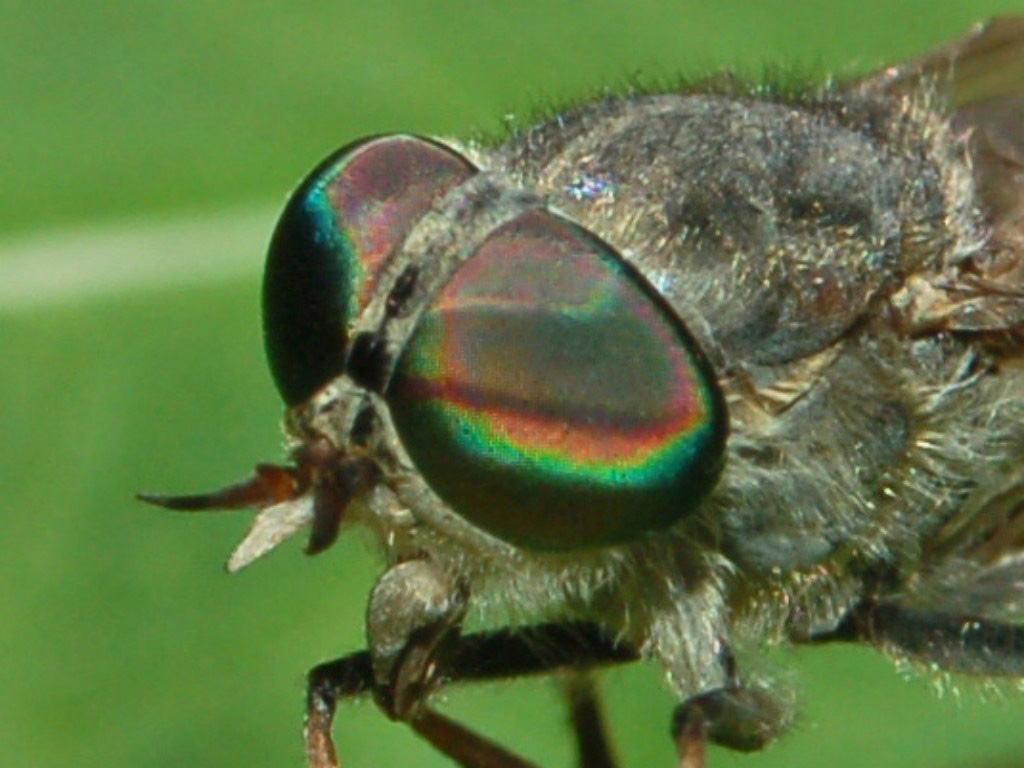
Глаза Tabanus bromius

Длина тела имаго от 11 до 16 мм. Глаза голые. Затылочная полоска, за глазами узкая, в коротких жёлто-серых волосках. Брюшко чёрно-серое с тремя рядами светло-серых пятен. Средние пятна треугольные, боковые — ромбические.. Тело личинок веретеновидные, длина до 29 мм, масса до 200 мг.

## Биология
Доказана способность переносить туляремию и сибирскую язву, вероятный переносчик трипанозомозов верблюдов и лошадей. Личинки развиваются в почве по берегам водоёмов, низинных лугах, иногда встречаются и вдали от воды. Один из наиболее многочисленных видов слепней, активный кровосос, летают с конца мая по август. Самки откладывают яйца на 4-8 сутки после кровососания. Развитие личинок может продолжаться до двух лет.

## Распространение
Встречаются на большей части Европы, кроме тундровой зоны, Северной Африке, на Кавказе, Передней Азии, в Турции, Иране, юге Сибири, Казахстане, Кыргызстане, Узбекистане, Таджикистане. Обнаружен также в Индии в штате Химачал-Прадеш.

## Классификация
Выделяют два подвида европейско-западно-сибирский Tabanus bromius bromius Linnaeus, 1785 и средиземноморско-среднеазиатский Tabanus bromius flavofemoratus Strobl, 1908

## Кариотип
В диплоидном наборе пять пар хромосом.